# James Marsters
James Wesley Marsters (* 20. srpna 1962 Greenville, Kalifornie) je americký herec a hudebník.

## Biografie
Narodil se v Greenvile v Kalifornii, ale vyrůstal ve vzdáleném Modestu. Byl vychováván v nábožensky založené rodině. Jeho otec, John Wesley je kněz. Jeho matka se chtěla stát jeptiškou, pracuje však jako sociální pracovnice. Má dva sourozence, bratra Paula a sestru Susan. Jeho rodiče se rozvedli po přestěhování do Modesta. James zůstal se svou matkou, později přiznal, že „ženská výchova“ na jeho osobnosti zanechala značné stopy.
Již od dětství věděl, že se chce stát hercem. Poprvé se seznámil s divadlem ve 4. třídě, kdy si zahrál ve hře Winnie the Pooh, kde hrál Iáčka. Od té doby, se začal objevovat v místních divadlech. Za zájem o divadlo a knihy vlastně vděčí nehodě, která se mu stala v páté třídě. Poranil si nohu tak vážně, že byl prakticky po celý rok upoután na lůžko. Svoji profesionální kariéru začal v divadle Goodman Theatre v Chicagu ve hře Red Roses a v klasickém dramatu Williama Shakespeara Bouře. Zde začal svou kariéru úspěšného divadelního herce. Hrál v řadě dalších Shakespearových dramat, zejména pak v Macbethovi.
Debut před televizními kamerami absolvoval v roli nervózního kněze v televizním seriálu Zapadákov v letech 1992 a 1993. Účinkoval také v seriálu Moloney. Průlomem do světa televize se mu stal rok 1997, kdy se objevil v seriálu Buffy, přemožitelka upírů, ve kterém hrál postavu Spika. Původně byl přijat jen pro pár epizod, jeho role byla zpočátku napsaná tak, že měl po několika dílech zemřít. Vzhledem k diváckému úspěchu této postavy však Spika hrál až do konce seriálu v roce 2003. V této roli se představil v letech 1999–2004 i v seriálu Angel.
V televizi dále hostoval například ve seriálech Andromeda, Smallville (Braniac/profesor Milton Fine, hlavní nepřítel Clarka), Beze stopy, Torchwood, Vražedná čísla, Anatomie lži, Caprica, Havaj 5-0, Lovci duchů či Skladiště 13. Hrál také např. ve filmech Prokletí (2001), Chance (2002), Bezva prachy (2005), Shadow Puppets (2007) a Dragonball: Evoluce (2009).
Působí také jako hudebník. Je frontmanem, zpěvákem a kytaristou, rockové skupiny Ghost of the Robot založené v roce 2002, se kterou nahrál několik alb. Jako zpěvák a kytarista vystupuje i sólově, vydal tři sólová alba: Civilized Man (2005), Like a Waterfall (2007) a Murphy's Law (2011).
V letech 1989–1997 byl ženatý s Liane Davidsonovou, se kterou má syna Sullivana. V roce 2011 se oženil se svou dlouholetou přítelkyní Patricií Rahmanovou.